# Les Fougerêts
Les Fougerêts település Franciaországban, Morbihan megyében. Lakosainak száma 960 fő (2022. január 1.). Les Fougerêts Saint-Nicolas-du-Tertre, Peillac, Saint-Martin-sur-Oust és La Gacilly községekkel határos.

## Népesség
A település népességének változása:
| Lakosok száma | 708  | 660  | 739  | 897  | 951  | 934  | 945  | 951  | 948  | 960  |
|               | 1968 | 1982 | 1990 | 2006 | 2013 | 2015 | 2017 | 2019 | 2020 | 2022 |